# 선유선
선유선( ~ )은 대한민국의 가수이다.

## 데뷔
- 2011년 1집 앨범 [잘나가는 여자]

## 음반
- 2011년 1집 잘 나가는 여자
- 2018년 2집 부비부바